# Пеняс
Пеняс (на испански: Golfo de Paria, буквално залив на нещастията) е залив в югоизточната част на Тихия океан, край южните брегове на Чили, част от Чилийския архипелаг. Дължината му от югозапад на североизток е 110 km, ширината на входа (между нос Трес Монтес на север и остров Байрон на юг) – 90 km, максималната дълбочина – 146 m. Разположен е в централната част на Чилийския архипелаг между полуостров Тайтао на север, континента на изток и о-вите Гуаянеко (островите Байрон, Уейджър и др.) на юг. На юг от него се отделя тесният и дълъг проток Месие, отделящ остров Уелингтън и други по-малки от континента. Бреговете му са предимно високи, стръмни и силно разчленени от многочислени заливи и тесни и дълги фиорди (Трес Монтес на север, Сан Естебан на североизток, Тарн на юг). В североизточната му част е разположен големият остров Хавиер (за повече подробности виж приложените топографски карти в източниците). Приливите са неправилни, полуденонощни с височина до 1,6 m. Средната температура на водата е от 8,7°С през зимата до 18,3°С през лятото. Бреговете му са безлюдни и няма нито едно постоянно селище.